# Italienischer Meister (Inlinehockey)
Der Italienische Meister im Inlinehockey wird bei den Männern seit 1996 in der Serie A1 und bei den Frauen in der Serie A mindestens seit 2003 ausgespielt.

## Frauen
- 2003 Draghi Torino
- 2004
- 2005
- 2006 Islanders Spinea
- 2007 Islanders Spinea
- 2008 Draghi Torino
- 2009 Draghi Torino
- 2010 HC Monleale Sportleale
- 2011 Draghi Torino
- 2012 Draghi Torino
- 2013 Draghi Torino

## Männer
- 1996 All Stars Milano
- 1997 Auer Ora Bolzano
- 1999 HC Milano 24
- 2000 Avalanche Bolzano
- 2001 RIL Dragons Gallarate
- 2002 RIL Dragons Gallarate
- 2003 Ghosts Hockey Team Padova
- 2004 Asiago Vipers
- 2005 Asiago Vipers
- 2006 Asiago Vipers
- 2007 Asiago Vipers
- 2008 Asiago Vipers
- 2009 Asiago Vipers
- 2010 Asiago Vipers
- 2011 Edera Trieste
- 2012 HC Milano 24
- 2013 HC Milano 24
- 2014 HC Milano 24
- 2015 HC Milano 24
- 2016 HC Milano 24
- 2017 HC Milano 24